# 中井均
中井 均（なかい ひとし、1955年9月18日 - ）は、日本の考古学者。
専門は中・近世城館遺跡、近世大名墓。滋賀県立大学人間文化学部地域文化学科名誉教授。
NPO法人城郭遺産による街づくり協議会理事長。織豊期城郭研究会代表。大名墓研究会代表。

## 人物
大阪府枚方市出身。龍谷大学文学部史学科卒業。(財)滋賀県文化財保護協会、米原町教育委員会、米原市教育委員会、滋賀県教育委員会、長浜城歴史博物館を経て、2013年から滋賀県立大学人間文化学部地域文化学科教授となった。小学5年生から中・近世の城跡探検をはじめ、現在は日本各地の中世・近世城郭の発掘調査・整備の委員を務める。

## 業績
- 城郭の発掘調査事例から石垣・瓦・礎石建物の三要素の出現と画期がすべて安土城以降の織田・豊臣政権下の「織豊系城郭」にあることを明らかにし、またこれら三要素が鉄砲の伝播の影響によるもので「互いに強い因果関係に支えられて存在すること」を指摘した[3]。これ以降、考古学的資料である石垣・瓦・礎石建物が「織豊系城郭」の特質として研究されるようになる。
- 所蔵する城郭・史跡・考古学関連資料12,000冊以上、および収集した考古資料等（瓦・土器・縄張図）を一括で長浜市へ寄贈。2021年、長浜市はこれらを学術振興や地域振興に活用するため、浅井図書館2階を「城郭の館（中井均文庫）」と称して公開した[4]。

## 略歴
- 1979年 - 龍谷大学文学部史学科卒業
- 2009年 - 滋賀県教育委員会文化財アドバイザー
- 2010年 - 長浜市長浜城歴史博物館館長
- 2011年 - 滋賀県立大学人間文化学部地域文化学科准教授
- 2013年 - 滋賀県立大学人間文化学部地域文化学科教授
- 2021年 - 滋賀県立大学人間文化学部地域文化学科名誉教授

## 主な単著
- 『近江の城－城が語る湖国の戦国史－』、サンライズ印刷出版部、1997年
- 『彦根城を極める』、サンライズ出版、2007年
- 『大坂城を極める』、サンライズ出版、2011年
- 『ハンドブック 日本の城』、山川出版社、2016年
- 『城館調査の手引き』、山川出版社、2016年
- 『中世城館の実像』、高志書院、2020年
- 『戦国期城館と西国』、高志書院、2021年
- 『近江の陣屋を訪ねて』、サンライズ出版、2021年
- 『織田・豊臣城郭の構造と展開』上・下、戎光祥出版、2022年
- 『戦国の城と石垣』、高志書院、2022年
- 『城郭研究家の全国ぶらり城めぐり』、産業編集センター、2022年

## 主な共編著
- 『滋賀県の歴史』(共著)、山川出版社、1997年
- 『城郭探検倶楽部 お城の新しい見方・歩き方ガイド』(共著)、新人物往来社、2003年
- 『京都 乙訓・西岡の戦国時代と物集女城』(共著)、文理閣、2005年
- 『近江の山城ベスト50を歩く』(編著)、サンライズ出版、2006年
- 『日本の城』(監修)、日本実業出版社、2010年
- 『東海の城下町を歩く』(編著)、風媒社、2010年
- 『滋賀県謎解き散歩』(編著)、中経出版、2013年
- 『中世城館の考古学』(編著)、高志書院、2014年
- 『【図説】近畿の城郭I』(監修)、戎光祥出版、2014年
- 『【図説】近畿の城郭II』(監修)、戎光祥出版、2015年
- 『カメラが撮らえた古写真で見る 日本の名城』(共著)、中経出版、2015年
- 『【図説】近畿の城郭III』(監修)、戎光祥出版、2016年
- 『歴史家の城歩き』(共著)、高志書院、2016年
- 『歴史家と噺家の城歩き』(共著)、高志書院、2018年
- 『城郭研究と考古学 中井均先生退職記念論集』(共著)、サンライズ出版、2021年